# مركز الدراسات المستقبلية والمعلومات الدولية

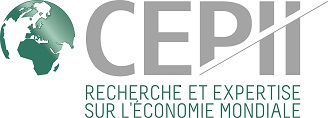
شعار المركز

يعد مركز الدراسات المستقبلية والمعلومات الدولية ( CEPII ) (بالفرنسية: Centre d'études prospectives et d'informations internationales) المعهد الفرنسي الرئيسي للبحث في الاقتصاد الدولي . وهو جزء من الشبكة التي ينسقها مكتب تخطيط السياسة الاقتصادية لرئيس الوزراء ( France Stratégie [الإنجليزية] ).
تأسس المركز في عام 1978، ويضم فريقًا أساسيًا من حوالي 30 اقتصاديًا. مجالات البحث الرئيسية الأربعة هي: أسواق العوامل والنمو، النظام المالي والنقدي الدولي؛ اقتصاد الاتحاد الأوروبي؛ نماذج التجارة الدولية.

## روابط خارجية
- موقع CEPII باللغة الإنجليزية